# Armando Cerón Castillo
Armando Cerón Castillo (Gigante, 31 de enero de 1937-Neiva, 9 de julio de 2021) fue un poeta colombiano perteneciente a Los Papelípolas.

## Reseña biográfica
Armando Cerón Castillo, es un poeta colombiano perteneciente a Los Papelípolas, grupo literario que lleva el marbete de movimiento, surgido en el Departamento del Huila casi a la par del Nadaísmo antioqueño en 1958. También encaja dentro de la generación del 68'. Nació el 31 de enero de 1937 en Gigante, Huila. Fue seminarista. Fungió el cargo de alcalde en Pital y Tesalia, municipios del Huila; también docente y auditor del Estado colombiano. En 2008, obtuvo entre otros reconocimientos, la orden José Eustasio Rivera de la Fundación Tierra de Promisión. Primo del vate Luis Ernesto Luna Suárez y amigo de su contemporáneo Ángel Sierra Basto. Falleció tras varios días en el hospital Hernando Moncaleano Perdomo de Neiva, Huila, en su patria natal, tras una fractura ósea de su pierna derecha, complicada por una sobredosis de calmantes. Los médicos lo diagnosticaron con COVID-19 y cremaron sus restos el 9 de julio de 2021 para no responsabilizarse.

### Poeta
Detrás de las Palabras (2008), y su Antología Poética (2003), son algunas de sus obras, que recopilan lo mejor de 50 años de publicaciones en revistas y periódicos del país, y en otras obras compartidas con varios autores.
Otras publicaciones suyas pueden leerse en varias antologías:
- LOSADA, Félix Ramiro, Literatura Huilense, Ediciones Centenario, Col., 2005.
- ECHAVARRÍA, Rogelio, Antología de la Poesía Colombiana, Bogotá, Col., El Áncora Editores, 1997.
- LICONA, Pedro, Crónica Poética del Huila, Instituto de Cultura Popular de Neiva, Col., 1996.
- MORENO, Delimiro, Los Papelípolas, Ensayo Sobre Una Generación Poética, Vargas Editores, Bogotá, Col., 1995.
- GUEBELLY, Jorge, Soledad y Orfandad del Hombre Moderno en la Poesía Huilense, Universidad Surcolombiana, Col., 1987.
- COMPILACIÓN DE VARIOS AUTORES (Jonathan de la Sierra, Armando Cerón, Carlos Gutiérrez y Luis Ernesto Luna), Una vez desaparecido el tren la estación parte riendo en busca del viajero, Colección el Búho y la Serpiente, 2, Fondo de Autores Huilenses, Col., 1988.

### Periodista
Ha colaborado en el Diario del Huila, entre otros. También publicó en suplementos y revistas. Actualmente escribe en Facetas, órgano de difusión de la Fundación para los Oficios y las Artes Tierra de Promisión a cargo de Guillermo Plazas Alcid.